# Santa Rosa de Saccllani
Santa Rosa de Saccllani es un centro poblado, categorizado como caserío, ubicado en el distrito de Canaria, en la provincia de Víctor Fajardo, en la región de Ayacucho, Perú.

## Toponimia
El nombre del caserío proviene de la unión y variación del vocablo quechua "Sallqa" que significa "Indómito" y el nombre de la santa católica “Santa Rosa de Lima”. Así, Santa Rosa de Saccllani significa "Santa Rosa de los indómitos".

## Historia

### Primeros pobladores
A finales del Período Intermedio Temprano e inicio del horizonte medio (aproximadamente entre el 500 d. C. y el 1200 d. C.), la zona fue territorio del Imperio Wari y lo habitaron los Awkipayas y los Quchapatas. Posteriormente, pasó a ser parte de los Chankas, una etnia guerrera que se dividía en las secciones "Hanan" (superior) y "Hurin" (inferior) de acuerdo a su resistencia contra sus enemigos los Incas. Sin embargo, en 1438, los Incas liderados por Pachacútec derrotaron a los Chankas y se adueñaron del área, donde posteriormente establecieron una mita. 
Con la expansión del Imperio Incaico, los Incas trajeron a la zona, grupos de mitmaqkunas o mitimaes, como los Hanan Chillques, Urin Chillques, Pabres, Yungas y Condes, quienes fueron desplazados desde Collao (Cusco). 
Además, se cree que los Hanan Chillques y Urin Chillques, provenían de los alrededores del Lago Titicaca, dado que hablaban aimara y el término "chillque" es de origen aimara. En el actual distrito de Canaria, se han identificado 12 ayllus Hanan Chillques, cuyos nombres son: Cangalpata, Cvhurayca, Tiatiatauña, Hanan Curma, Hurin Curma, Tauña, Auquipaja, Raura, Guaigua, Tauca, Paiva y Yautara.

### Época virreinal
Durante la conquista española y los inicios del virreinato en Perú; entre los años 1555 y 1563, bajo las órdenes del rey Felipe II "El Prudente", llegó a la zona el encomendero español Antonio De Oré Río, proveniente de las Islas Canarias. De Oré descubrió una veta de plata, ubicada en la actual quebrada Fundina, que había sido previamente explotada por los Incas. Se adueñó del yacimiento y lo llamó Minas Canarias. A lo largo del tiempo, esta mina pasó por varios dueños: primero su hijo Luis Jerónimo de Oré, sus descendientes, luego el ingeniero Alberto Pareja Lecaros, la Cooperativa Minas Canarias y, actualmente, la Empresa Minera Catalina Huanca.
Cuando Antonio De Oré Río puso en funcionamiento la mina, utilizó como trabajadores (esclavos) a los Hanan Chillques de la zona, así como a otros procedentes de los pueblos aledaños de Colca y Huancapi, quienes hablaban quechua y aimara. Estos esclavos se establecieron en una montaña llamada Cerropampa, donde construyeron sus casas y formaron un pequeño pueblo que los pobladores de Santa Rosa de Saccllani llaman "La ciudad perdida". Actualmente, se sospecha que esta ciudad está oculta bajo los depósitos de relave de la mina Catalina Huanca. Por otro lado, los otros esclavos se establecieron dispersos en lo que hoy se conoce como Fundo Saccllani o Saccllani antiguo, y eran despectivamente llamados "sallqas" por alejarse del resto de esclavos.
Sin embargo, la encomienda de Antonio De Oré cayó debido a su ambición y una serie de errores operativos que llevaron a su población esclava a la enfermedad y la muerte. Sus maltratos, castigos corporales y las extensas horas de trabajo impuestas, junto con los salarios insuficientes, provocaron que su obraje se clausurara hacia 1580.

### Época republicana
Con la llegada de un nuevo dueño a la mina, algunos descendientes de los "sallqas" o esclavos de Antonio De Oré, que vivían en "la ciudad perdida"; se desplazaron al actual Fundo Saccllani o Saccllani Antiguo. Construyeron sus viviendas con barro y vivían de la agricultura y ganadería familiar, aunque su principal fuente de economía seguía siendo la minería; asimismo, los pobladores dependían de los manantiales o "pukios" en las áreas de Saccllani Wayqu, Fundina Wayqu y Sánchez. Con el tiempo, la zona fue conocida como "Saqllani" y pasó a escribirse como como "Saccllani".

### Época contemporánea
Años después, entre 1900 y 1928, Saccllani fue anexado al Centro Poblado de Taca de manera cuestionable. Mientras tanto, los pobladores establecieron sus propias autoridades, construyeron una escuela, celebraban festividades y contaban con una pequeña capilla que albergaba una escultura del Señor de la Exaltación, que fue traída por el comunero Avelino Alvaro Cuenca. Cierto día, el profesor del pueblo, Alfredo Sosa Oré, trajo la estatua de Santa Rosa de Lima, y desde entonces comenzaron a venerarla.
Con el paso del tiempo, los habitantes tomaron la decisión de dejar atrás la dispersión en la que vivían y establecerse de manera conjunta en una extensa meseta, conocida como Pamparaccay, ubicada a unos kilómetros de distancia. Esta área solía ser utilizada como terreno de cultivo por el Sr. Máximo Cuya Crisóstomo y su esposa Brunita Méndez. Las autoridades de Saccllani, lideradas por Avencio Barrientos Cruz, Benito Noa Arias y Beato Cuenca Pauccarima, acordaron adquirir el terreno al dueño, ofreciéndole a cambio otras tierras de cultivo. Inicialmente, el Sr. Cuya se mostró reacio, pero finalmente aceptó el intercambio gracias a la estima y amistad que mantenía con el Sr. Avencio.
El terreno se dividió en parcelas que fueron distribuidas entre los comuneros. Mientras tanto, aquellos que ya poseían tierras cercanas a Pamparaccay las incorporaron y conservaron su propiedad sobre ellas. Posteriormente, la municipalidad distrital les solicitó a los habitantes que construyeran sus viviendas para poder acceder a financiamiento destinado a la construcción del Local Municipal. El Sr. Avencio y el Sr. Benito, cumplieron con esta solicitud y se procedió con la edificación del municipio.
Finalmente, en el año 2002, la comunidad decidió cambiar su nombre de Saccllani a Santa Rosa de Saccllani y su nueva ubicación fue reconocida por el distrito, que la catalogó como un anexo del Centro Poblado de Taca. Más tarde, el 19 de abril de 2023, fue oficialmente reconocida como caserío mediante la Resolución Ejecutiva Regional N.° 300-2023-GRA/GR.

## Geografía
Santa Rosa de Saccllani se encuentra en la vertiente oriental de la cordillera de los Andes, a una altitud de 3243 metros sobre el nivel del mar, con coordenadas de Latitud Sur: 13° 59’ 12" S y Longitud Oeste: 73° 55’ 18" W. Se sitúa en una meseta que se extiende al pie de las colinas. Su topografía es diversa, incluyendo pendientes suaves y acantilados escarpados. Además, presenta quebradas al norte, este y oeste, mientras que, hacia el sur, el paisaje está delimitado por el cauce del Río Mishka.

## Clima
El clima en Santa Rosa de Saccllani se caracteriza por ser templado, dado que hay un aumento de temperatura durante el día y un descenso en las mañanas, tardes y noches. Por otro lado, las precipitaciones son escasas en otoño, invierno y primavera. Sin embargo, el verano, que comprende los meses de diciembre, enero y febrero, se caracteriza por una mayor cantidad de lluvias.

## Flora
La diversidad de flora en Santa Rosa de Saccllani abarca una amplia gama de cultivos, desde cereales como maíz, trigo, cebada, arvejas y habas, hasta tubérculos como papa, oca y mashua. Asimismo, se cultivan diversas verduras como ajo, zapallo, calabaza, culantro, perejil, huacatay, chincho, paicco. Entre las frutas más comunes se encuentran el durazno, la manzana, el tumbo, el níspero, el ayrampo y el sauco. 
Por otro lado, hay una gran cantidad de árboles, como el "molle" o pirul, sauces, arrayán, "chachas" y los eucaliptos, que ofrecen sombra y resguardo; asimismo, se destaca la presencia de los cactus, como el “anku kichka” o alfiler de Eva, y los cactus frutales, como el sancayo y tuna. Entre las plantas con espinas se destacan el sisal o "cabuya", la tara o "guarango", y el estramonio. Además, se pueden encontrar arbustos como la chamana y los zapatitos de Venus, junto con hongos comestibles como el champiñón silvestre. Finalmente, los tréboles, helechos y una variedad de flores silvestres completan el espectáculo natural de esta región.

## Fauna
La fauna en Santa Rosa de Saccllani es diversa y rica en especies. Entre los mamíferos presentes se pueden encontrar zorrillos, venados, pumas, zorros, zarigüeyas, ratones y comadrejas. También hay una variedad de aves, incluyendo el zorzal negro o “chihuaco”, búhos, lechuzas, kukulí, perdices, picaflores, halcones y gavilanes, entre otros. Por otro lado, los insectos como las mariposas, abejas, avispas, hormigas, gusanos, ciempiés, sírfidos, arañas, escorpiones y tarántulas contribuyen a la biodiversidad del lugar. Además, se pueden avistar serpientes, sapos y otros anfibios. 
Durante ciertas épocas del año, es posible observar el avistamiento de cóndores y aves de la puna, enriqueciendo aún más la variedad de la avifauna. Por otra parte, los habitantes de la comunidad crían animales de granja como vacas, cerdos, ovejas, cabras, gallinas, patos, cuyes y también animales de carga como burros y caballos.

## Autoridades

### Municipales
- 2022 - Actualmente
  - Agente municipal (presidente): Jenny Barrientos Quispe
  - Secretario: Inocenta Noa Pauccarima
  - Tesorero: Francisco Sence Cuenca

### Teniente gobernador
- 2023 - Actualmente: Wilber Quihue Flores

### Junta Administradora de Servicios de Saneamiento (JASS)[8]
- 2023 - Actualmente
  - Presidente: Avencio Barrientos Cruz
  - Secretario: Luis Cuenca Oré
  - Tesorero: Francisco Sence Cuenca

## Proceso electoral
En primer lugar, el Agente Municipal (presidente) convoca a una reunión comunitaria en la cual, junto con el Tesorero, presenta el balance económico anual. Posteriormente, se elige a las autoridades; durante esta actividad, se postulan candidatos para los cargos de Agente Municipal, Secretario y Tesorero. 
Para poder postularse, los candidatos deben cumplir con los requisitos establecidos en el Artículo 5 de la Ley General de Comunidades Campesinas, los cuales son:
a) Ser comunero mayor de edad o tener capacidad civil.
b) Tener una residencia estable de al menos cinco años en la comunidad.
c) No pertenecer a otra comunidad.
d) Estar inscrito en el padrón comunal.
A continuación, se presentan al menos dos candidatos para cada cargo y se procede a la votación a mano alzada, donde participan los comuneros registrados en el padrón comunal. Es preciso mencionar, que se aplica el mismo proceso para la elección del Teniente Gobernador y la Junta Administradora de Servicios de Saneamiento.

## Costumbres

### Carnavales
Tienen lugar en el mes de febrero, son una manifestación cultural arraigada en la comunidad. Durante esta festividad, se cantan melodías que reflejan la vida rural y la gratitud por la cosecha. Se prepara la chicha de jora, una bebida ancestral elaborada a partir de maíz fermentado, y se cocina el emblemático "puchero" u "olla", compuesto por una cocción de duraznos, papas, carne de res y col forrajera o "colis", acompañados por arroz blanco y una salsa de perejil molido con sal. 
Los miembros de la comunidad se reúnen para formar una comparsa, luciendo trajes tradicionales de polleras, llikllas, ojotas y sombreros, y adornándose con talco y serpentinas. Al ritmo de la música, interpretada por instrumentos como la tinya y la quena, la comparsa participa en un concurso organizado por el distrito de Canaria. Posteriormente, la celebración continúa en la comunidad con la tradicional “yunza”, en la que se derriba un árbol decorado con serpentinas y regalos. Los participantes, golpean el árbol con un hacha, y quien logra derribarlo asume la responsabilidad de organizar y financiar los próximos carnavales.

### Día de todos los santos
El 1 de noviembre, reviste un carácter más íntimo y familiar, porque durante este día, se rinde homenaje a los seres queridos fallecidos; y en cada hogar, se prepara una mesa especial donde se colocan alimentos, como un gesto simbólico para que los difuntos puedan visitar el hogar y disfrutar de la comida. Además, los comuneros visitan las tumbas de sus familiares en el cementerio, llevando consigo flores como muestra de respeto y honor hacia sus seres queridos fallecidos. Este acto simboliza el reconocimiento de su legado y la perpetuación de su memoria en la comunidad.

### Fiesta patronal de Santa Rosa de Lima
Se celebra desde el 29 de agosto hasta el 5 de septiembre, con su día central el 30 de agosto. Esta celebración, organizada por la municipalidad de la comunidad, es un evento lleno de tradición y alegría. Durante estos días, se prepara chicha de jora y una variedad de comidas típicas. Entre los manjares se destaca el “once” o bizcochuelo, un postre característico de la zona hecho a base de huevo batido, azúcar y harina. La festividad también ofrece música en vivo, espectáculos de castillos pirotécnicos y la icónica corrida de toros, en la que el animal participa como parte de un juego sin sufrir daño o sacrificio alguno.

### Pago a la Pachamama "Pagapu"
El 29 de agosto, en las alturas de la puna, en un lugar llamado Pallcca, donde se origina el manantial que provee de agua a la comunidad, se lleva a cabo un ritual conocido como "pagapu" o pago al agua. En este evento, un sabio maestro en la materia, músicos de arpa y violín, y los pobladores de Santa Rosa de Saccllani se unen a la ceremonia. Se ofrece a la tierra, hojas de coca, flores, maíz y otros granos a la tierra, mientras se recita una oración a la Pachamama, la madre tierra, y se entonan cánticos en su honor. Este ritual tiene como propósito mantener la conexión con el espíritu de la tierra y el agua, asegurando así un continuo abastecimiento de este vital recurso a la comunidad.

## Economía
La comunidad se dedica a una variedad de actividades económicas. La minería es una importante fuente de empleo, con muchos de sus habitantes trabajando como obreros en la Mina Catalina Huanca. Además, el comercio de abarrotes es común, con bodegas que abastecen las necesidades diarias de la población local. También hay una presencia notable de restaurantes que ofrecen gastronomía típica de la región, principalmente para satisfacer las necesidades alimenticias de los obreros. En cuanto a la agricultura y ganadería, muchas familias se dedican a estas actividades, cultivando diversos productos agrícolas y criando ganado tanto para consumo propio como para la venta en el mercado local.

## Infraestructura
El caserío de Santa Rosa de Saccllani está equipado con algunas infraestructuras importantes para el bienestar y la comodidad de sus habitantes. Entre estas instalaciones se encuentra un cementerio, que sirve como lugar de descanso final para los miembros fallecidos de la comunidad. Además, cuenta con un parque donde los residentes pueden reunirse, relajarse y disfrutar de actividades al aire libre. 
Por otro lado, la disponibilidad de energía eléctrica asegura el funcionamiento de las viviendas y establecimientos comerciales, proporcionando iluminación y energía para diversas necesidades. Mientras que la planta de tratamiento de aguas residuales es fundamental para mantener la higiene y la salud pública. Por último, el reservorio juega un papel crucial en el suministro de agua potable a la comunidad, almacenando y distribuyendo el agua necesaria para el consumo humano y otras actividades diarias. 

## Educación
La comunidad cuenta con la Institución Educativa Primaria Unidocente N° 38908, que ofrece educación a los niños de la localidad desde primero a sexto grado. Además, existe un PRONOEI denominado "Los Cariñositos", el cual proporciona educación inicial a los niños más pequeños de la comunidad. Estas instituciones educativas desempeñan un papel fundamental en el desarrollo y futuro de los niños de la zona, al brindarles acceso a la educación y sentar las bases para su crecimiento y desarrollo integral.

## Impacto ambiental

### Contaminación del aire
Los vehículos empleados en las operaciones mineras emiten una cantidad considerable de gases y partículas nocivas, lo que compromete la calidad del aire en la comunidad. Esto representa un riesgo para la salud de los residentes locales, dado que pueden desarrollarse problemas respiratorios y otros efectos adversos debido a la exposición prolongada a estas sustancias contaminantes.

### Contaminación del suelo
La actividad minera genera una notable cantidad de residuos y desechos que contienen metales pesados y otros productos químicos tóxicos. Esto han afectado negativamente las tierras agrícolas de la zona, disminuyendo la productividad de las cosechas y comprometiendo la seguridad alimentaria de la comunidad local.

### Contaminación del agua
El vertido de aguas residuales mineras, con altas concentraciones de arsénico y plomo, ha impactado gravemente la quebrada Fundina. Esto ha resultado en la muerte de animales silvestres y de granja; asimismo, ha provocado la desaparición de los puquiales en Fundina Wayqu y Sánchez. Las mencionadas fuentes de agua, eran vitales para la biodiversidad y el equilibrio del ecosistema local, cuya pérdida ha impactado negativamente en la vida silvestre y la sostenibilidad ambiental.

### Cambio climático
Esto ha exacerbado los problemas ambientales en la región, especialmente en lo que respecta al régimen de lluvias. Las alteraciones en los patrones climáticos han provocado la desaparición de lluvias ocasionales en otoño, invierno y primavera. Por otro lado, durante la temporada de lluvias en verano, se ha observado reducciones en su intensidad y duración. Esta alteración ha tenido efectos adversos en la disponibilidad de agua para la agricultura y otros usos, así como en la biodiversidad y los ecosistemas locales, lo que se evidencia con la poca presencia de mamíferos silvestres y la escasa vegetación durante la mayor parte del año. 

## Conflictos
- Algunos residentes de Santa Rosa de Saccllani expresan su descontento por el proceso de anexión al Centro Poblado de Taca, ya que consideran que no se realizó una consulta adecuada con la comunidad. Temen que esta anexión afecte su autonomía local y solicitan un proceso más inclusivo y democrático que considere sus opiniones y preocupaciones.
- La venta del terreno denominado Sánchez a la Minera Catalina Huanca ha generado inquietud en Santa Rosa de Saccllani. A pesar de la oposición de la comunidad, el Centro Poblado de Taca procedió con la transacción, lo que ha suscitado malestar entre los habitantes. Esta acción plantea una amenaza significativa para el entorno natural y la calidad de vida de la comunidad. Los comuneros reclaman un mayor respeto por sus derechos y una participación activa en las decisiones que afectan su territorio.
- El Centro Poblado de Taca recibe una renta mensual de la Mina Catalina Huanca por el uso de tierras, que incluye los territorios de Santa Rosa de Saccllani. Los saccllaninos han reclamado que se invierta parte de ese dinero en obras públicas, proyectos sociales e infraestructura para su comunidad debido a su proximidad a la mina y al consiguiente mayor impacto ambiental. Sin embargo, el Centro Poblado de Taca ha rechazado estas demandas, argumentando que el número de comuneros en Santa Rosa de Saccllani no justifica tales inversiones.
- Durante la temporada de sequía, que se extiende aproximadamente de agosto a noviembre, la comunidad de Santa Rosa de Saccllani enfrenta una grave escasez de agua. Ante esta situación, la comunidad ha solicitado al Centro Poblado de Taca acceso a un manantial en la puna. Sin embargo, esta solicitud ha sido denegada, con el argumento de que el número de comuneros en Santa Rosa de Saccllani es demasiado reducido para justificar un mayor suministro de agua.
- Debido a la contaminación de la quebrada Fundina con las aguas residuales mineras, que ha perjudicado gravemente el suelo, los cultivos y ha provocado la muerte de animales, los comuneros han presentado numerosas quejas a la Empresa Minera Catalina Huanca. Han exigido la implementación de un plan efectivo para el tratamiento de las aguas residuales mineras o, alternativamente, el desvío de estas aguas contaminadas para mitigar el impacto ambiental. No obstante, hasta el momento, no han recibido ninguna respuesta satisfactoria por parte de las autoridades pertinentes.